# إزو (شيزوكا)
مدينة إزو (بالإنجليزية: Izu)‏ هي أحد المدن التابعة لمحافظة شيزوكا. تأسست رسميًا في 01/04/2004. ويقدر عدد سكانها بـ 35911 نسمة حسب تقدير مكتب الإحصاء الياباني لعام 2012. تبلغ مساحة إزو 363.97 كم2. بكثافة سكانية تبلغ 98.7 نسمة/كم2.

## أعلام
- كاتسوغي ماتسوموتو
- تسونيوشي سايتو